# Costums de l'antic Egipte

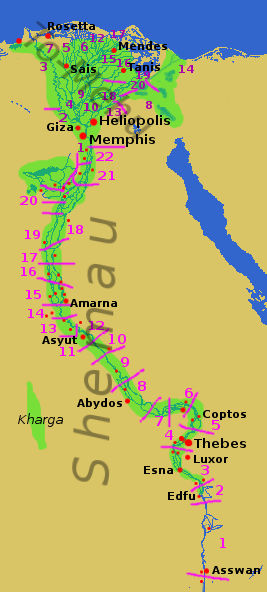
Nomós d'Egipte

Els costums de l'antic Egipte, la rutina diària dels habitants, les ciutats, els oficis, l'economia, derivaven de les seves necessitats i els beneficis de l'agricultura. Heròdot afirmava: "Egipte és un do del Nil", i est va impregnar tots els aspectes de la vida, inclosa la religió.
A la riba del Nil es va consumar la revolució tecnològica del Neolític, recol·lectant, domesticant animals i practicant la ramaderia. L'observació d'una major producció de gramínies sobre el llim de les crescudes, els va portar a crear un sistema de regadiu, la qual cosa va portar l'organització d'una economia d'emmagatzematge que al seu torn va contribuir al desenvolupament de les ciències i les arts:
- Escriptura, per administrar els recursos,
- Geometria, per calcular desnivells en les séquies i mesurar les superfícies,
- Àlgebra, per distribuir correctament els cabals,
- Meteorologia, per predir les crescudes del riu,
- Astronomia, i amb ella el calendari, per anunciar-les i organitzar el treball.

## Organització estatal

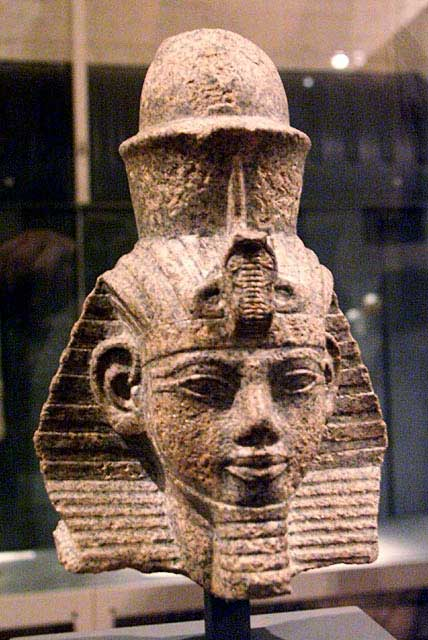
Amenhotep III amb les dues corones

En ser el faraó l'encarnació del déu Horus a la terra, des dels temps predinàstics se li reconeix un poder absolut sobre la resta dels mortals, que donaven per descomptat que era l'amo de tot Egipte; les seves terres, les seves collites, les armes i fins i tot la gent li pertanyia i quant ocorria al país se li atribuïa, ja es tractés de bones collites o d'una inundació a destemps del Nil. Ell en persona nomenava visirs, sacerdots, generals i altres alts càrrecs.
La unificació de l'Alt i Baix Egipte en època de Narmer va marcar l'inici de la cultura egípcia, però mai es va oblidar la primitiva divisió. Durant molt temps va haver-hi dues administracions i quan es van fusionar van mantenir una sèrie de símbols que ho recordaven, sobretot en el ritual regi. El més conegut, la doble corona.
Com a amo absolut de la terra, el faraó tenia dret a rebre els seus fruits, encara que algunes vegades cedia terres als temples (que van arribar a controlar immenses propietats) o a particulars, bé com a pagament d'un càrrec, en aquest cas tornava a la propietat real en cessar el funcionari (cas dels governadors locals), o com a premi condicionat, per exemple a veterans sempre que un fill servís en l'exèrcit. En els temps de debilitat real ningú recordava els pactes i les terres es van tornar hereditàries. Però en qualsevol cas, faraó, sacerdots o nobles subarrendaven a camperols amb experiència. La recaptació d'impostos mobilitzava gran quantitat de funcionaris, i per controlar-ho tot es feien freqüents censos, pagant cadascun amb part del seu treball, gra, animals o productes artesans.
Una conseqüència directa de la divinitat del rei va ser el gran poder dels sacerdots per ell nomenats personalment per representar-li en el culte.

## Religió

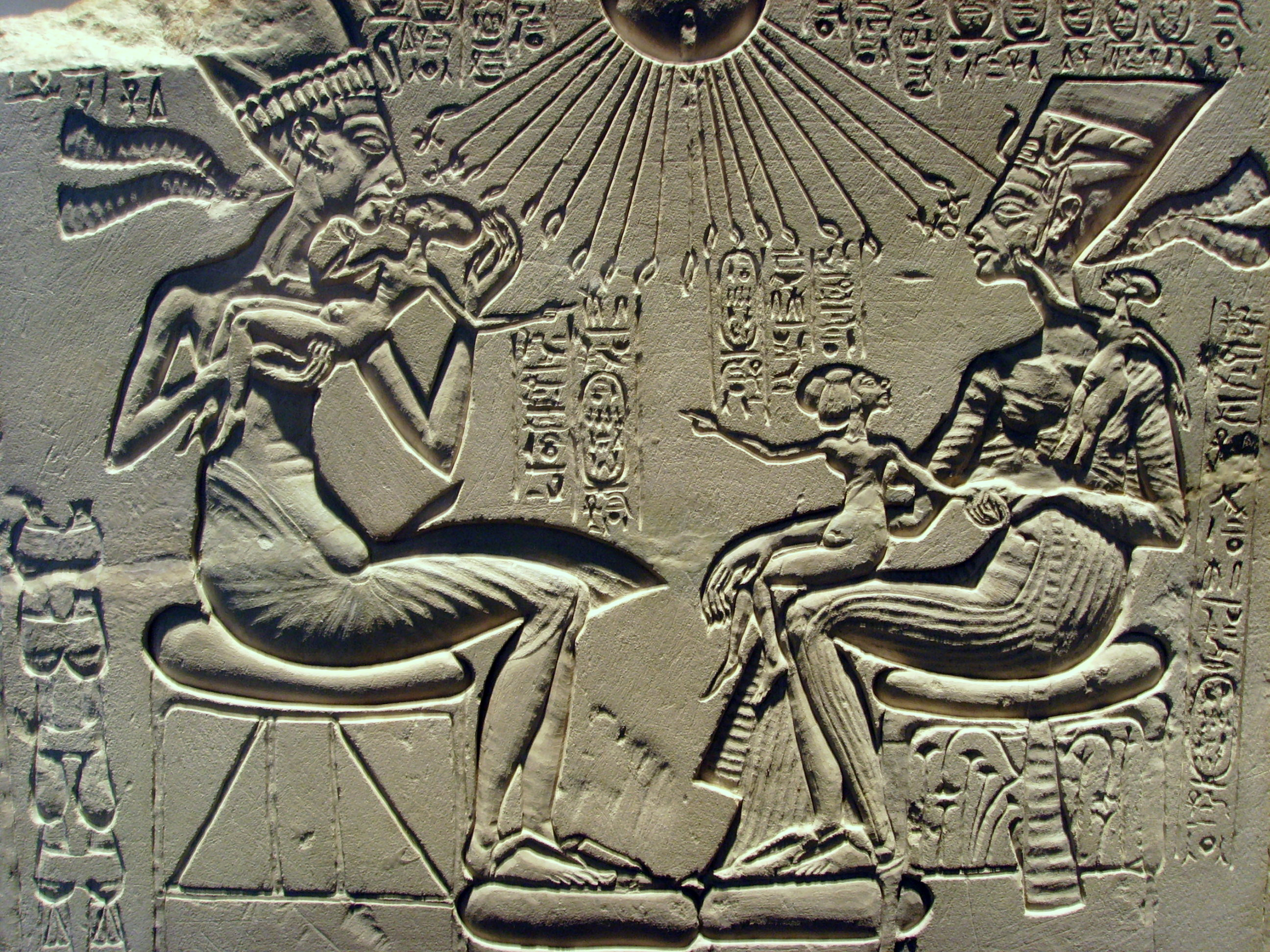
Akhenaton i la seva família, presidits pel déu solar Ató

Els déus tenien una aparença antropomorfa, encara que unida a altres elements presos dels animals, que volien representar els poders del déu. Seguint les relacions familiars, tan importants per als egipcis, eren agrupats en tríades familiars. D'aquesta manera eren més fàcils de recordar i identificar.
Cadascun dels déus estava a la disposició del món terrenal en el més profund dels temples, encarnat en una estàtua que el faraó, o en defecte d'això el sacerdot, havia d'atendre cada dia.
Amenhotep IV va proclamar l'abolició dels déus a favor d'un solament, Aton (una de les múltiples advocacions de Ra), però no va tenir èxit: el faraó e va autoproclamar com l'únic intermediari entre Aton i la humanitat, anul·lant pràcticament al sacerdoci, i les reaccions no es van fer esperar, i el seu monoteisme no va durar. Després de la seva mort, el seu fill (el futur Tutankamon, que va morir molt jove i del que es van trobar les seves restes en perfecte estat) va ser educat i utilitzat per la casta sacerdotal per restablir el culte de tot el panteó.
Aconseguir la proximitat del déu i arribar a ser un d'ells era el màxim anhel de l'egipci per a la seva vida després de la mort. Aquesta unió es realitzava sempre que el difunt hagués passat amb èxit el Judici dels Morts i si tenia un cos incorrupte que pogués allotjar la seva ànima. De fet, un dels pitjors càstigs era llançar els cadàvers a l'aigua o al foc, com va ocórrer amb els còmplices del cop d'estat intentat pel príncep Pentaueret.

### Momificació
Per als antics egipcis a l'Amenti (paradís) es reunien el cos, jat, i l'esperit que comprenia tres principis: 
Akh, l'immortal, que representa l'essència divina, i que abandona el cos després de la mort per unir-se als déus.
Ka, l'energia vital continua vivint una existència fictícia en el sarcòfag, necessitant queviures, o s'introduïa mitjançant conjurs màgics en una estàtua que representava al difunt. Disposava dels "Ushebti", o estatetes de servidors que havien d'ajudar en els treballs que els déus ordenessin al difunt. En una altra definició el Ka és concebut com la part individual, diferenciadora de l'esperit de cada ésser humà, o com a ego humà vital, simbolitzada com la mà aixecada cap a l'alt, deixant anar la llum interior d'aquesta vitalitat doncs ja no la necessita en el 'Més enllà'.
Ba, l'espiritual. Abandona el cos pel dia, encara que ha de tornar a ell en fosquejar per no ser devorat per esperits malignes. També podria ser destruït a causa dels pecats del difunt. Mentre el Ba per salvar-se segueix els passos marcats pel Llibre dels Morts reproduïts en la tomba, el cos era salvat mitjançant el procés de momificació. Segons altres versions del papir del Llibre dels Morts, el Ba està representada per una au, i simbolitza la Ment Penetrant en vincle amb la Divinitat i que de vegades es confon amb l'Akh.
El desert, on s'enterraven els cadàvers, possiblement va jugar un important paper en aquesta creença en la immortalitat: 
| «                                                                            | En temps predinàstics, els egipcis enterraven als seus morts nus i en posició fetal, en fosses superficials excavades en la sorra del desert. La sorra seca i calenta dessecava lentament el cos, alhora que evitava la seva descomposició. Possiblement algun d'aquests cadàvers va aflorar a la superfície, la qual cosa va induir a pensar que el cadàver es movia, podia viure i que hi havia vida després de la mort. | » |
| — Esteban Llagostera Cuenca, Catedràtic de la Universitat Autònoma de Madrid | |   |

## Família
Encara que la societat era molt tolerant, la família composta per una parella amb els seus fills es considerava el model ideal. 

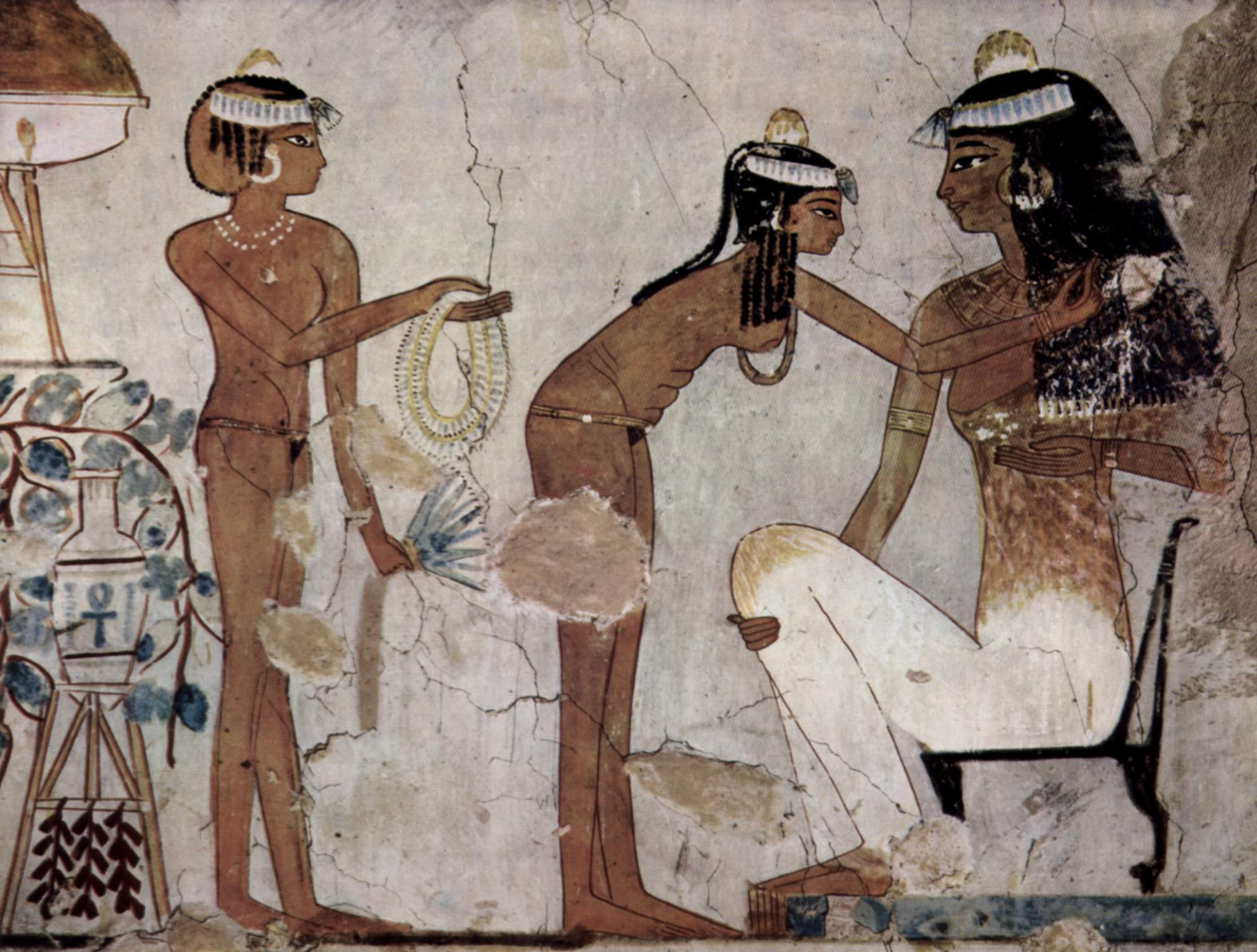
Tocat d'una dama

- La dona: mantenia el seu nom, una certa independència i fins i tot el seu treball: hi havia llevadores, teixidores, intendents, o bé col·laboraven amb el negoci del seu marit. Adquirien rang en casar-se: nbt pr significa administradora del patrimoni, i a la casa eren les que organitzaven tot. Solien parar molta atenció al seu aspecte, acaronant especialment el pentinat i maquillatge. En les pintures que ens han arribat, mentre la pell dels homes es representa bruna, la de les dones de classe alta és de to més pàl·lid. Això servia per indicar el seu alt status i per indicar tant que romanien protegides del sol a la casa, com que podien pagar-se els cosmètics. Altres versions (discutibles) indiquen que era un símbol de puresa, bellesa i d'inactivitat pel que fa als homes, als quals se'ls representava sempre amb un to més fosc de pell.
- Matrimoni:Començava en general quan la parella s'anava a viure junta, elles entre 12 i 14 anys, ells sobre els 16, sense cap tipus de sanció oficial, excepte la signatura d'un contracte privat en el qual es detallaven els béns de cadascun: les noces se celebraven en família perquè era un assumpte privat. La monogàmia o la poligàmia eren una qüestió pràctica, sense transcendència jurídica o moral: en tenir l'esposa i fills dret a part del patrimoni del marit, aquesta qüestió influïa en la decisió de tenir o no una segona esposa, o que aquesta fos una esclava.
- Divorci: era també qüestió privada, podia ser sol·licitat per qualsevol dels cònjuges, per motius tan amplis com l'adulteri, l'esterilitat i fins i tot la lletjor de l'esposa. Si prèviament s'havien delimitat els béns dels dos cònjuges en el contracte privat realitzat per un escriba, ella podia recuperar els seus, i si no en posseïa cap, sempre podia tornar amb els seus pares.
- Sexe: hi havia una gran llibertat, com es reflecteix en nombrosos escrits i en la moda: les dones (a excepció de les reals, que es tapaven per no prendre el sol), igual que els homes, anaven amb el tors nu en la primera època, encara que hi havia ocupacions en què anaven nus: carnissers, mariners, serventes, etc. Les relacions no estaven controlades, l'incest era habitual en la família reial i ni tan sols l'adulteri de la dona estava penat; en el pitjor dels casos li costava un divorci, encara que en alguns papirs es relaten casos de pedrades davant l'adulteri de la dona. L'únic tabú era el considerar la menstruació impura, a l'extrem de dispensar a certs treballadors d'acudir al seu lloc durant els dies en què la tenia la seva esposa.
- Fills: eren desitjats, encara que a causa de l'alta taxa de mortalitat de les dones en el part, s'usaven anticonceptius per evitar embarassos seguits. Els nens eren acaronats i educats sense distinció de sexe i molts aprenien a llegir i escriure. Els fills de famílies nobles assistien a l'escola de la Casa Jeneret, la casa de la reina.

### Indumentària
Al principi usaven el cotó, encara que més tard es va imposar el lli per la creença que era més pur. Hi havia quatre tipus: Lli real, tela útil fina, tela subtil i tela llisa. El color preferit era el blanc, encara que portava alguns dibuixos en les vores.
Els homes vestien una faldilla curta, subjecta a la cintura per dos extrems creuats, cridada schenti.
Les dones de classe alta portaven un vestit llarg i cenyit, anomenat kalasiri, d'una peça i subjecte amb dos tirants que els cobrien els sins. També portaven una espècie de capa curta cobrint les espatlles, per evitar el sol.
En l'última època o període nou, la vestimenta va canviar ostensiblement, en particular per a les dones, a causa del concepte d'impudícia femenina que es va introduir a través de les dinasties ptolemaiques (d'origen grec). Això va produir com a conseqüència, que les dones fossin progressivament tapant els seus cossos.
Els obrers anaven nus o amb un tapalls, i les dones treballadores portaven robes àmplies, encara que algunes anaven nues també.
També és digne d'esment que la reialesa i els escribes reals anaven sempre depilats en tot el cos (tant homes com a dones), doncs el pèl i el borrissol corporal (incloent les celles), diuen alguns autors que els allunyava de la divinitat, doncs era el símbol de la matèria o materialització. Així i tot, es troben casos com el de l'escriba real Imhotep, que han aparegut representats amb bigoti o amb petites barbes.

### Alimentació
Heròdot diu que els obrers menjaven cebes i alls, però és segur que també prendrien pa i cervesa, ja que se'ls pagava en blat i ordi.
Per les pintures i les ofrenes se sap que els agradaven les aus, el peix, i les fruites, ja que apareixen en les pintures en la taula del Faraó. En les tombes s'han trobat aus i peixos en salaó i carn de bou momificada. Segons alguns manuscrits (que estan incomplets) l'arròs es considerava menjar exclusiu de faraons, i la carn que poguessin menjar només provenia de sacrificis, o com a ofrenes de diplomàcia a les representacions d'altres països que venien a fer diferents tractes comercials i de tota índole. Encara que consta l'ús de dàtils per a l'alimentació, la cuina egípcia no es limita a això, ni a l'ordre occidental típic de primer plat, segon plat i postres. En diverses tombes egípcies s'han trobat àmfores de mel (encara comestible malgrat tenir més de cinc mil anys), i diversos ossos de fruites com dàtils, cítrics (possiblement importats) i uns altres.

## Ensenyament

### Casa de la vida

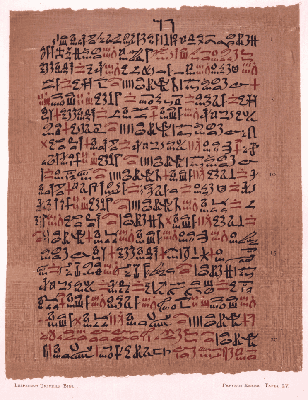
Papir Ebers

Casa de la vida (en egipci: Per Ankh) era el nom donat a la institució existent en l'antic Egipte dedicada a l'ensenyament en el seu nivell més avançat, funcionant igualment com biblioteca, Fitxer i taller de còpia de manuscrits. Les Cases de Vida eren accessibles només als escribes i als sacerdots. No es coneixen molts detalls sobre aquesta institució, però se sap que va sorgir en l'època de l'Imperi Antic. Tendia a ser seu del palau real, però funcionava en una part del temple o en un edifici situat dins de l'àrea a aquest dedicada. Probablement cada ciutat de dimensió mitjana tindria la seva Casa de Vida, coneixent-se la presència d'aquestes institucions en localitats com Amarna, Edfu, Memfis, Bubastis i Abidos.
A Amarna la casa de vida era formada per dues sales principals i els seus annexos; un d'aquests era la casa del director de la institució. Entre els ensenyaments impartits hi havia els de medicina, astronomia, matemàtica, doctrina religiosa i llengües estrangeres. El coneixement d'aquestes últimes es va fer important durant l'Imperi Nou a causa del cosmopolitisme de l'era, marcada pel domini d'Egipte sobre una vasta àrea que anava de Núbia fins al riu Eufrates.
Els escribes que treballaven a les cases de vida prenien títols com ara "servidors de Ra" o "seguidors de Ra". Ra era el déu solar egipci, aquell que donava la vida; així, el títol estava associat a la idea que els escribes serien ells mateixos transmissors de vida. Les cases de vida estaven també associades a Osiris, déu del renaixement. Es creia que l'acte de copiar textos ajudaria el déu a renéixer cada any en el seu festival.
En aquestes casa de vida també funcionaven uns establiments que podrien ser considerats una espècie de sanatori.

### Casa Jeneret
La Casa Jeneret era una dependència de la casa de la reina, on s'educaven les dames de la cort en molts aspectes, però sobretot s'instruïen en música i dansa, aprenent a tocar l'arpa, el llaüt, o la flauta. Les seves danses rituals i melodies apaivagaven a les divinitats i l'ambient d'harmonia alegrava tothom.
Una important activitat que es realitzaven a les escoles de la Casa Jeneret era la confecció de vestits, i elaboració d'útils de bellesa i condícia, doncs disposaven de tallers de terrisseria, teixits, i fusteria.
La jerarquia depenia de la gran esposa reial, i tenia a càrrec seu els funcionaris que treballaven per als tallers, els administradors i els servents. La directora portava el títol de Sehpset "la venerable", de les altres dones, les pertanyents a la noblesa tenien el d' Ornat Reial.

## Agricultura
És evident que la civilització egípcia no podria haver-se desenvolupat sense el Nil: en desbordar-se fertilitzant periòdicament les seves riberes amb llim, permetia abundants collites.
Nombroses pintures en temples i tombes ens han deixat constància tant dels esforços dedicats a l'agricultura, columna vertebral de l'economia, (Els faraons es van preocupar de realitzar costoses obres de canalització per domesticar al Nil) com del treball del camperol.
Les primeres canalitzacions daten del 3500 aC, i en 1830 aC s'estableix el primer pla de regadius en el Baix Egipte que garantirà en el futur reserves d'aigua per permetre els cultius en l'estació seca.

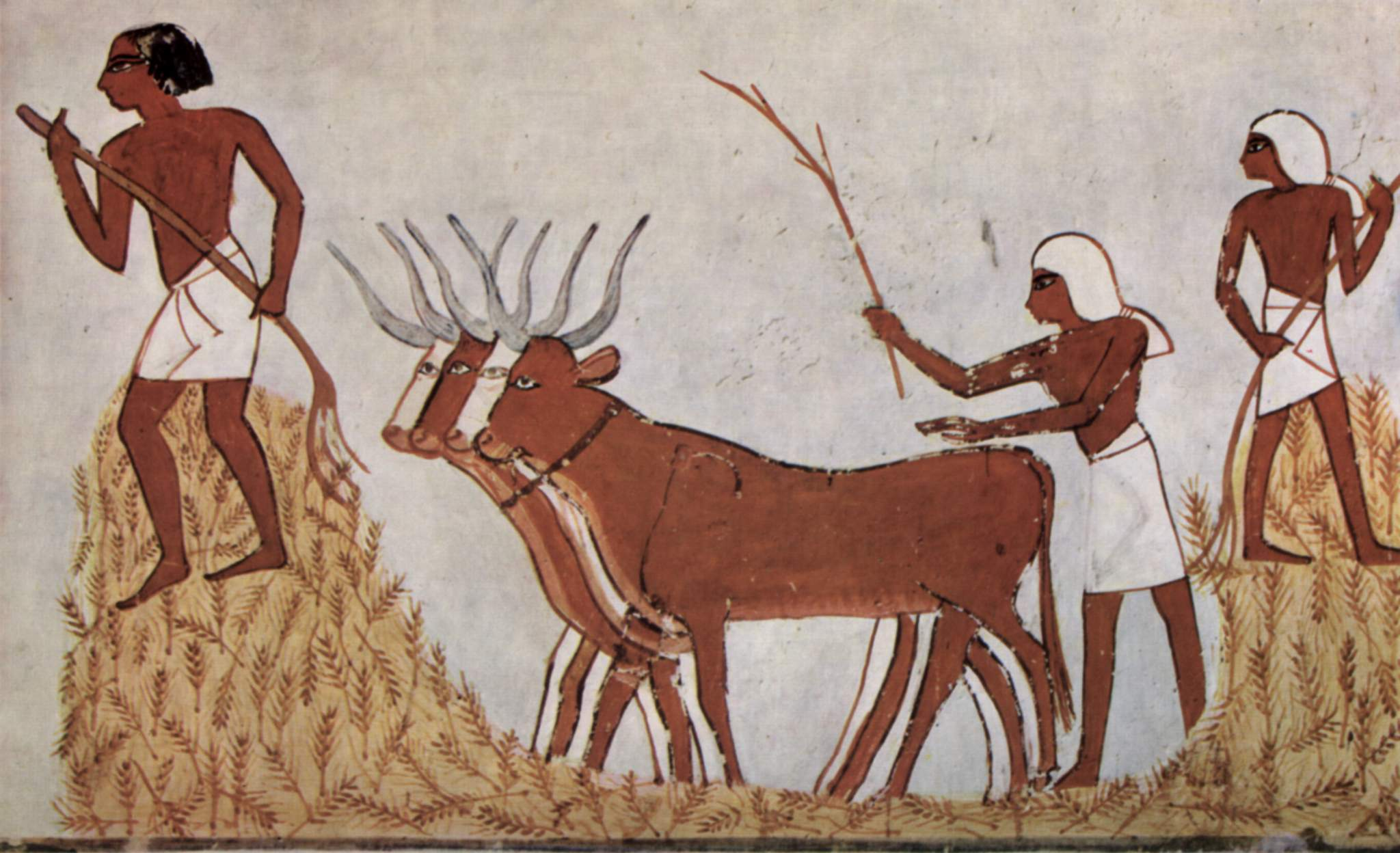
Feines de recol·lecció.

La terra va ser al principi propietat real, però successives donacions reals van derivar en un règim latifundista en el qual s'arrendaven les parcel·les a diferents famílies. Normalment, els contractes eren anuals i es renovaven si no hi havia incompliment, de manera que eren heretables pels fills. L'estabilitat econòmica va fer que no variessin les condicions en 3000 anys.
Es conreava principalment blat, ordi, lli, figues, ceba, enciam, i va rebre especial cura la vinya i el vi, del que s'indicava en el àmfora procedència, any de collita, i nom del viticultor, i era molt apreciat. Amb l'ordi es preparava la cervesa, barata i abundant.
Els arbres eren escassos, per la qual cosa estava totalment prohibit tallar-los sense permís real. Generalment els fruiters estaven en els jardins privats de les famílies riques.

## Economia
L'economia de l'antic Egipte estava totalment intervinguda. L'"estat" controlava l'agricultura, era propietari de les mines, repartia els aliments, recaptava impostos i controlava el comerç exterior.

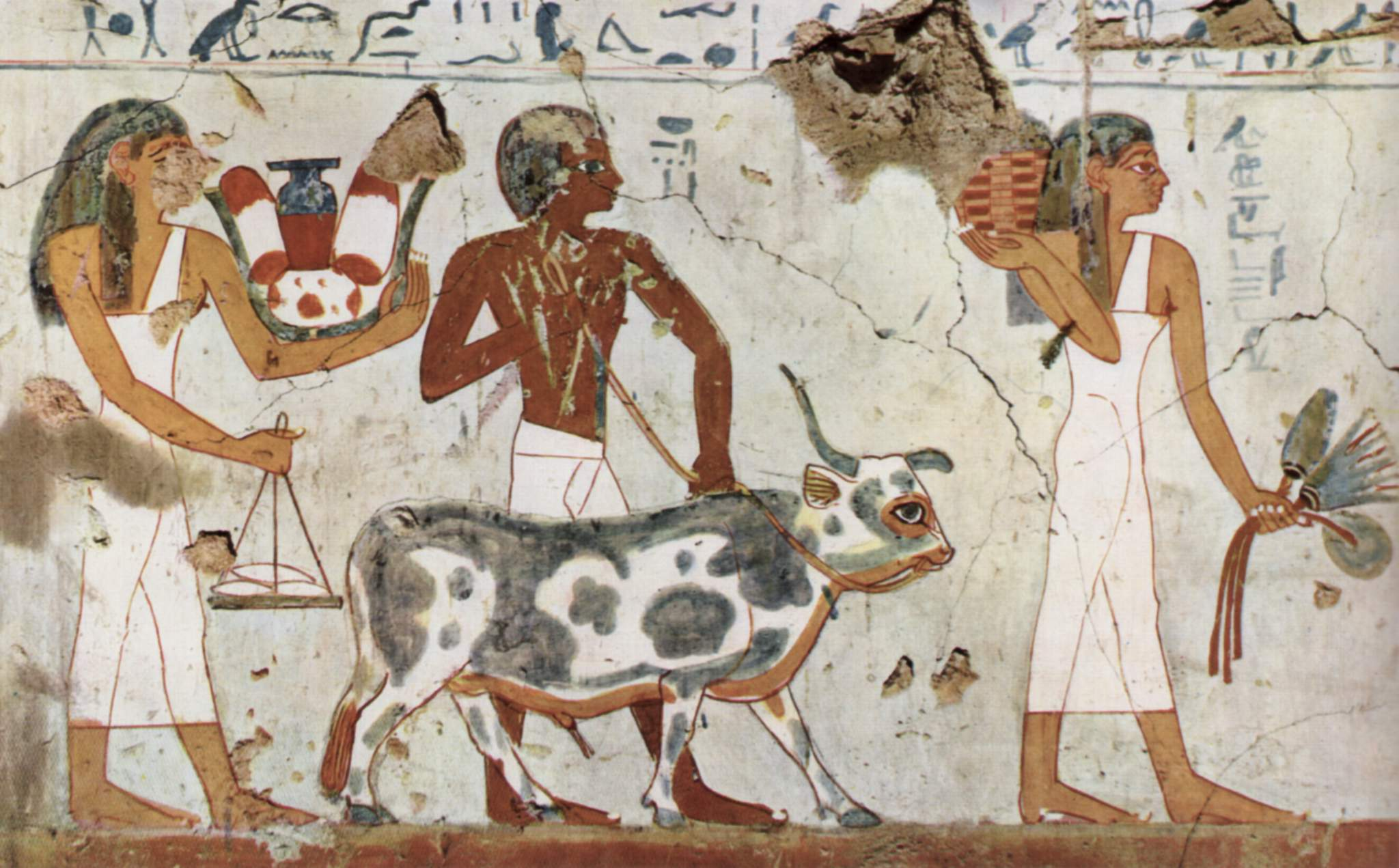
Lliurant els impostos

La riquesa provenia dels excedents agrícoles: tan bon punt es feia la collita, els productes i els caps de bestiars cobrats com a impostos eren portats a les sitges dels respectius organismes, veritables nuclis de tota l'organització egípcia. Aquestes infraestructures de magatzematge eren de vital importància, ja que servien per conservar els excedents durant l'estació de la crescuda. Durant les diferents etapes de l'Antic Egipte van presentar diverses morfologies. En l'Imperi Antic aquestes sitges tenien formes còniques amb una obertura en el seu extrem superior per abocar el contingut. En el cas que anessin massa alts s'habilitaven escales auxiliars per facilitar la descàrrega. Aquestes estructures van ser substituïdes en l'Imperi Mitjà per edificis quadrangulars amb diverses obertures en la teulada que constituïen en si mateixes sitges. Finalment existia un últim tipus de graner exclusiu per al magatzematge de llavors de sembra que es diferenciava de la resta per la seva forma trapezoïdal. Rigorosament administrats per escribes especialitzats, els magatzems tenien diverses funcions:
- Acumular reserves per a temps d'escassetat.
- Pagar els salaris de tot empleat (obrer, artesà o funcionari) al servei del Faraó, temple o noble responsable del magatzem.
- Distribuir les sements per a la següent sembra.
- Vendre els excedents a l'exterior.

Unes altres primeres matèries:

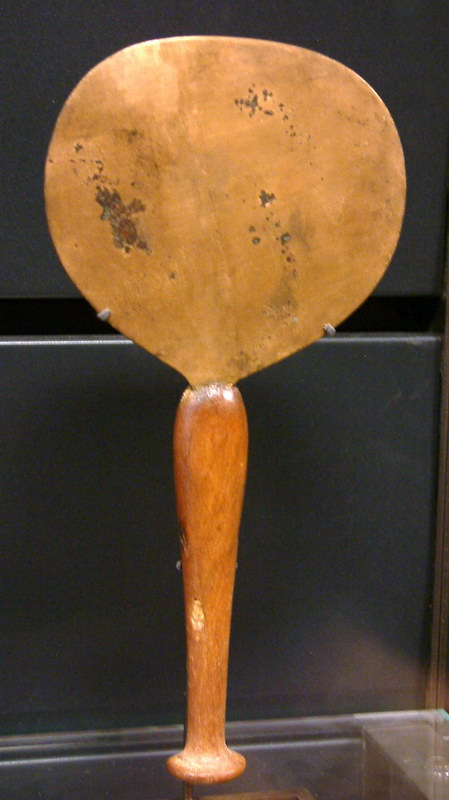
Mirall de coure

- Pedra: treta de les pedreres del país i empleada en temples, molls, tombes o canals.
- Tova: creat a partir de palla i fang del Nil i destinat a l'edificació d'habitatges i la terrisseria;
- Fusta: importada del Líban, era emprada per a vaixells i sarcòfags.
- Coure: procedent de les mines del Sinaí, servia per a la fabricació d'eines i armes.
- Ferro: importat de l'Imperi Nou, el seu ús s'estenia des de les eines i útils, fins a les armes i maquillatges.
- Metalls nobles: L'or era molt abundant, no així la plata, que calia importar i aconseguia un preu superior.

Egipte mancava de moneda (es pagava amb sacs de gra o amb coure) i en la vida quotidiana s'usava la barata, valorat en unitats estàndard:
- Khar: 65 kg de gra,
- Deben: 90 g de coure,
- shat: 7 g d'or,
- seniu: 9 g de plata.

L'estricta maquinària estatal, que intervenia en tots els assumptes, i l'emmagatzematge d'excedents va impedir que s'apliquessin les lleis de l'oferta i la demanda, evitant diferències de preus i aconseguint 30 segles sense inflació.

## Medicina

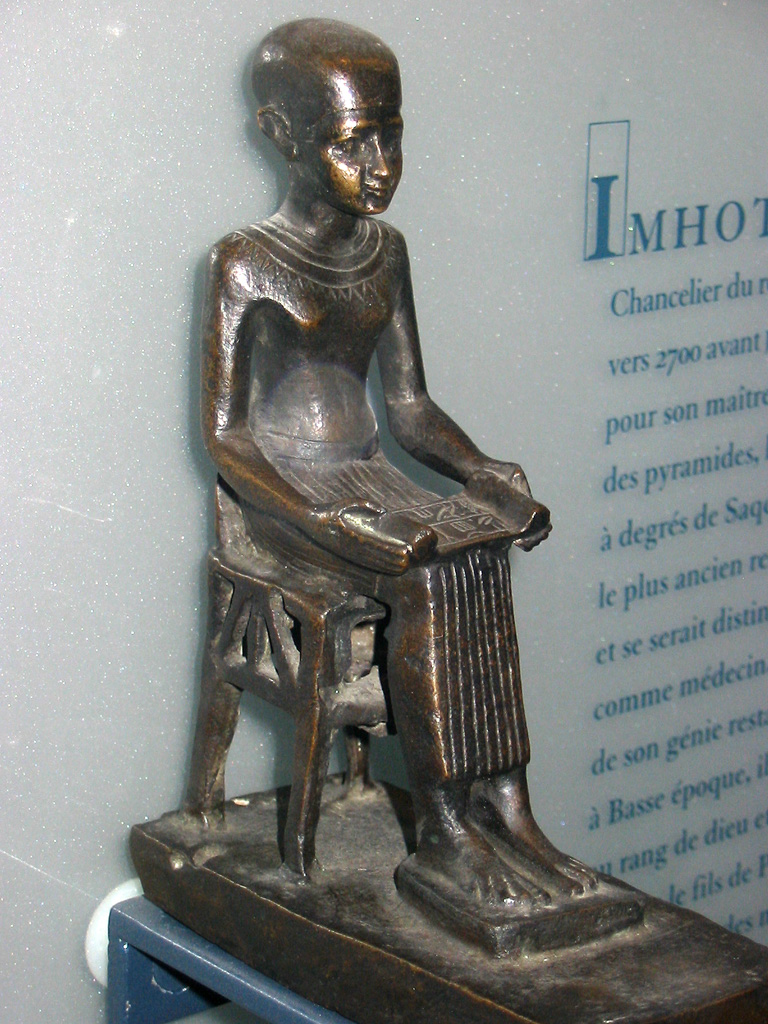
Imhotep, metge.

Va sorgir com en altres parts del món, amb l'observació de l'efecte que algunes plantes tenen sobre l'ésser humà: sanen, guareixen o maten. Donada la tendència de l'egipci a estudiar tots els fenòmens naturals, aviat va sorgir un cos mèdic que va aconseguir un gran prestigi, fins i tot a l'estranger. Heròdot relata: 
| « | La medicina està dividida d'aquesta manera: cada metge cuida una malaltia i no més. Tot està ple de metges, doncs uns ho són dels ulls, uns altres del cap, uns altres de les dents o de la regió abdominal; i uns altres de malalties incertes (medicina interna). Terra fecunda que produeix gran quantitat de drogues: unes són remei, unes altres, verí. País de metges, els més savis del món. | » |

 Hi havia especialistes en medicina del treball, per la urgència de posar de nou a l'obrer a treballar, obrer al que s'atenia de franc. Altres especialitats rellevants eren la Ginecologia, a causa de l'important que eren els fills, i la Cirurgia. La medicina s'ensenyava a la Casa de la Vida adscrita als diferents temples.

## Exèrcit
Egipte era un enclavament protegit per la naturalesa: aquesta li proporcionava un riu que li donava vida, i més enllà el desert que feia impossible una invasió, almenys fins a l'Imperi Mitjà quan les fronteres es van revelar poc segures i els faraons van decidir actuar en l'exterior, lluitant per Síria i Canaán, enfrontant-se així a altres imperis. Es va fer llavors imprescindible un exèrcit organitzat. 

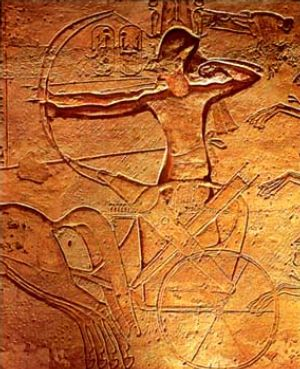
Ramsés II en Qadesh

En l'Imperi Antic, l'exèrcit es denominava mesha, la traducció del qual ve a ser 'agrupació de forces': i efectivament, això era, uns grups que es reunien en cas de necessitat de donar suport a petites unitats permanents. Aquest exèrcit tenia entre les seves funcions la protecció de fronteres i del comerç marítim, però també la realització de tot tipus de treballs públics.
Durant el Primer Període Intermedi i a conseqüència de la inestabilitat, els diferents governadors van crear exèrcits privats, i va començar una pràctica que es va fer habitual: l'ocupació de forces mercenàries estrangeres. Ja en l'Imperi Nou, després de la derrota dels Hicsos, la dinastia XVIII comença una sèrie de campanyes militars i conquestes per les quals l'exèrcit va necessitar una elaborada organització. Els hicsos havien introduït el cavall i el carro de guerra, l'ús de la qual va quedar restringit al faraó i els nobles, i aquests cossos d'elit quedaven enquadrats en Divisions d'infanteria, que constituïen la principal massa de combatents. Cadascuna anava manada per un general i rebia el nom d'un déu; estaven dividides en batallons i aquests en companyies formades per uns 200 homes, repartits en seccions de 50.
Quant a l'armament, pintures i relleus ens han deixat testimoniatge de l'ús de l'arc, aljaba per a les fletxes i simitarra, així com llança, i una maça substituïda posteriorment per un destral. També portaven punyal al cinto i un escut de cuir.
Els comandaments estaven formats per membres de famílies de certa categoria, els únics que podien accedir a l'escola d'oficials i que aconseguien prestigi i fama en la batalla, aconseguint els seus ascensos. La tropa tenia l'esperança d'aconseguir un terreny de 3,25 Ha, sense distinció entre nadius i mercenaris, parcel·la que podien heretar els seus descendents sempre que entre ells hi hagués un home apte per enrolar-se.

## Ciutats

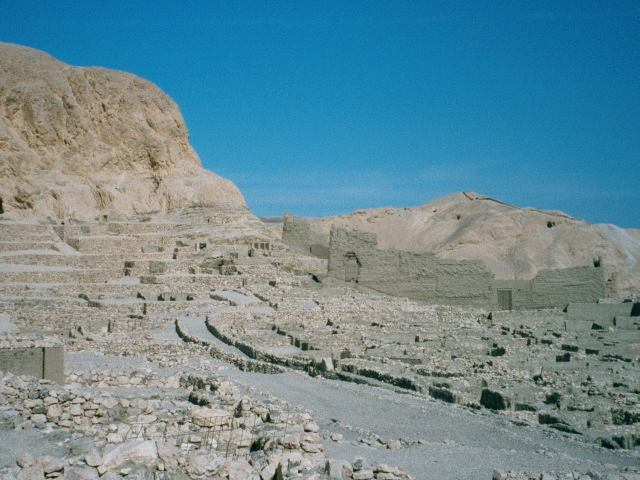
Restes de Deir el-Medina.

Les ciutats solien créixer al voltant de la seva temple principal i, a excepció dels centres administratius o de barriades amb un objectiu precís (com el barri obrer d'Amarna), no es feia una planificació prèvia. En Deir el-Medina les primeres cases mancaven de fonaments, mentre que les ampliacions els tenien en pedra, formant murs que acabaven amb files de maons i en Amarna, la ciutat real, els edificis són de pedra amb una base subterrània de guix i grava. No hi havia barris rics i pobres, les cases es barrejaven i eren de disposició i grandària semblant, salvo per als personatges de classe alta. En general, els membres d'una mateixa família vivien en un mateix barri.
Deir el-Medina estava poblada pels constructors de les tombes reals. Va ser fundada per Amenhotep I al voltant de 1560 a. C. i abandonada sobtadament durant el regnat de Ramsès XI cap al 1085 aC, la qual cosa ha facilitat el seu estudi a fons. En temps de Tuthmosis I, constava d'unes 40 habitatges familiars, envoltades d'una muralla. Successives ampliacions la van portar a tenir 70 cases intramurs i unes 50 en l'exterior en l'època del seu apogeu durant el regnat de Ramsès II, en traslladar la capital des de Tebes al delta i abandonar la necròpoli tebana.
Des de la porta de la muralla partia un carrer que travessava tot el poblat, i que amb altres quatre distribuïa els habitatges. Gràcies a l'escombriaire proper, on s'ha recollit gran quantitat d'ostraca, els trossos de ceràmica que s'usaven per escriure, ja que el papir era difícil d'obtenir, s'han pogut conèixer els diferents aspectes de la societat. Incomprensiblement, les escombraries s'eliminaven llançant-les després de la muralla i quan el munt era excessivament alt es cremaven.

## Habitatges
Els primers habitatges que coneixem daten de l'Egipte Predinàstic: construïdes amb parets de tova i el sostre de troncs coberts per fulles de palmera i fang, eren cases senzilles, petites, semi-subterrànies i amb el sostre inclinat, molt semblades a les actuals. Fins i tot la tècnica roman inalterada, amb els blocs de fang i palla assecant-se al sol, material fràgil en el temps, que no ens ha deixat restes arqueològiques, al contrari que les tombes o els temples: els vius no necessitaven construccions eternes, només els déus i els difunts eren mereixedors d'aquest privilegi. Només queden restes d'Al-Amārna, Deir al-Madinah i poc més.

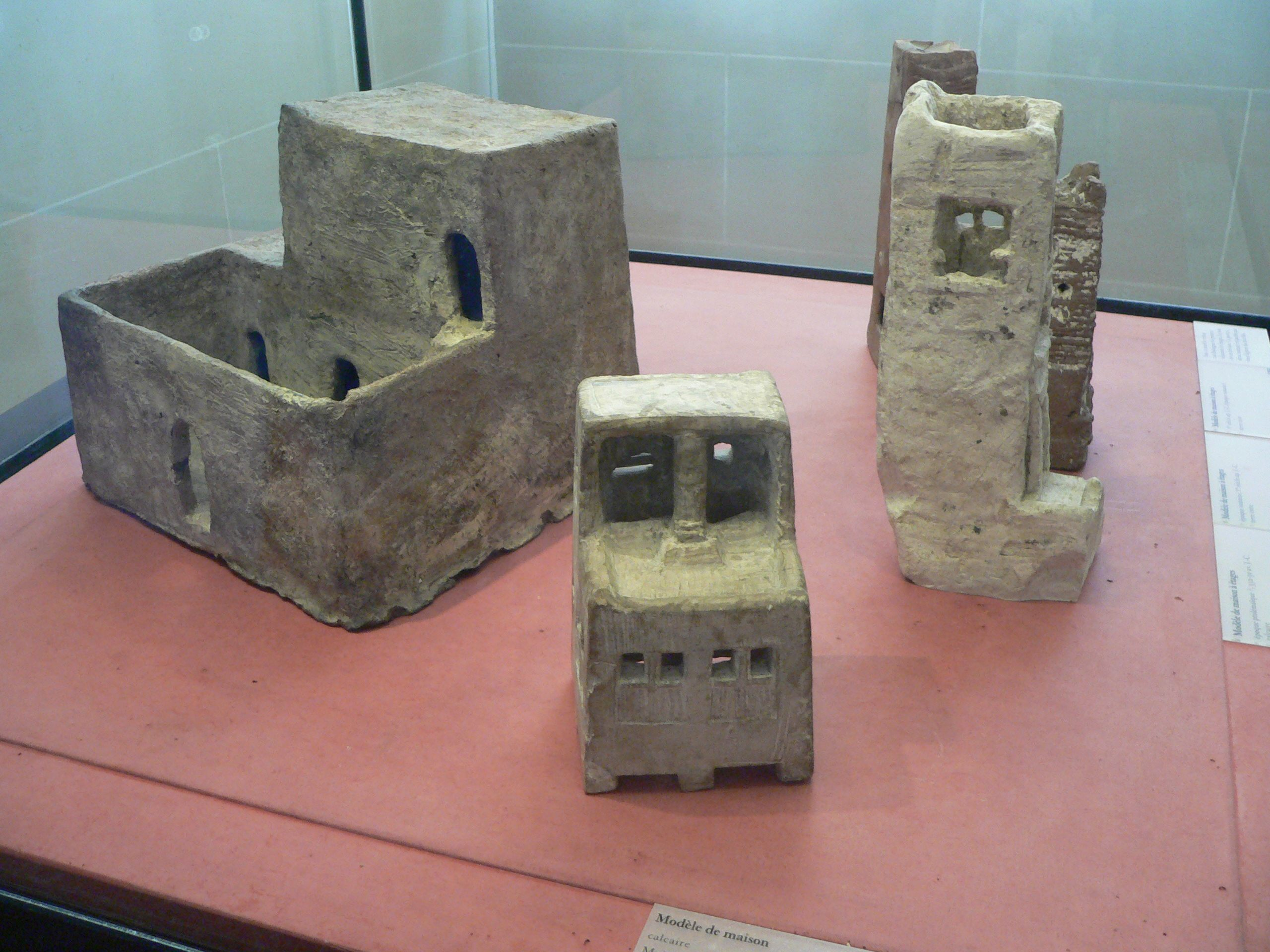
Maquetes d'habitatges.

Podem fer-nos una idea de com eren les cases de la classe alta per les maquetes, sobretot de l'Imperi Mitjà que reis i nobles van col·locar en els seus tombes durant l'Imperi Antic, encara que a partir de l'Imperi Nou només es troben representacions en papirs o pintures. També s'ha trobat mobiliari, aixovar, jocs de taula i eines. Les cases dels rics eren majors, o bé unien dos, per la qual cosa tenien més habitacions, cotxera, jardins, fonts, hort i fins i tot bany (l'excusat era un recipient de pedra amb tapa), i estaven decorades amb frescs.
Una residència estàndard acollia de cinc a deu persones, pares amb els seus fills, de vegades de diferents mares perquè la mortalitat era alta i els divorcis freqüents. Les cases es pintaven de blanc i les habitacions estaven en línia, unes darrere les altres ocupant entre 40 i 120 m². S'accedia per una porta de fusta, i en la primera estada es trobava un altar, i es guardaven llums, gerres, brasers. A continuació es passava a la sala principal, il·luminada amb petites finestres que podien estar o no protegides per contrafinestres o gelosies, i on podia haver-hi un celler o recipients ceràmics. En aquesta hi havia una columna central de fusta, que subjectava el sostre. Unes escales portaven al celler, i una porta donava pas a la resta de les habitacions, si és que n'hi havia, que eren magatzems i dormitoris. Es cuinava al carrer, si la casa era molt petita, o al pati del darrere, on hi havia un forn i un petit magatzem de gra.

## Classes socials

### Esclaus

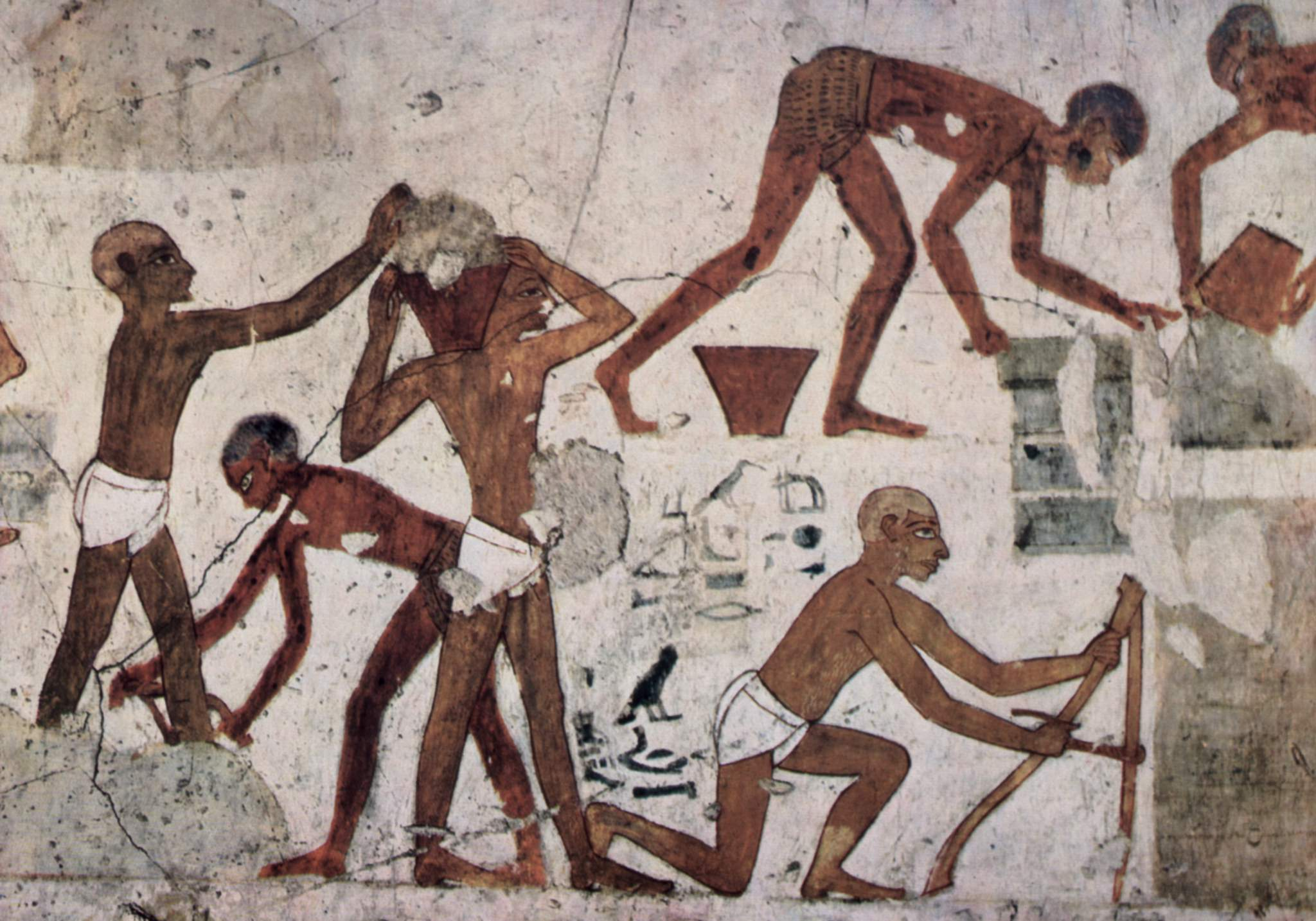
Esclaus exercint diversos treballs.

Al principi, la línia que separava a l'esclau del serf era molt tènue, ja que tot Egipte pertanyia al faraó. Les campanyes bèl·liques victorioses van portar multitud d'esclaus reals com a botí de guerra, per la qual cosa l'abundància va fer que anessin distribuïts entre els temples i els particulars.
Un esclau tenia drets legals, podia aconseguir riqueses, i rebia un bon tracte, sobretot els destinats al servei domèstic. Havien de rebre com pagament alimentació i allotjament, però també una quantitat determinada de teles, robes i oli, i podien comprar terres o ser mantinguts pel seu amo. Està documentat en papirs de la dinastia XVIII d'Egipte que alguns treballadors es venien a si mateixos, assegurant-se així millors condicions de vida. Una altra cosa era el tracte que rebien a les mans dels seus guardians els presoners de guerra destinats a les mines de Núbia i la península del Sinaí.

### Agricultors
Els agricultors regien la seva vida per les estacions, que per a ells eren tres: inundació, sembra i collita, però de forma especial per les crescudes del riu. Després que els terrenys inundats afloressin, calia tornar a mesurar i assenyalar les bogues, tasca que realitzaven els escribes. Després d'això, el cap de família treballava la terra, portant un arada de fusta del que tirava una parella de bous dirigits per un nen, i darrere la resta de la família sembrava el gra, proporcionat pels magatzems de l'Estat. En acabar, el bestiar es deixava anar en la parcel·la perquè enterrés amb les peülles la sement.
Mentre arribava la collita, se supervisaven els canals de reg i es cuidava de la ramaderia: ovelles i cabres que pasturaven prop del desert i bous i porcs criats en corrals.
En la sega també participava tota la família: l'home davant amb una falç de fusta i pedernal, i dones i nens darrere recollint les espigues. Conclosa la recol·lecció, es portava la collita a la era on es trillava amb l'ajut de bous i es transportava a les sitges públiques. D'allí es repartia a funcionaris, esclaus, obrers i es guardava l'excedent per a compensar els mals temps.
Durant la inundació, els camperols es dedicaven a la neteja dels canals de regadiu o eren cridats per a treballar en les obres públiques.

### Artesans

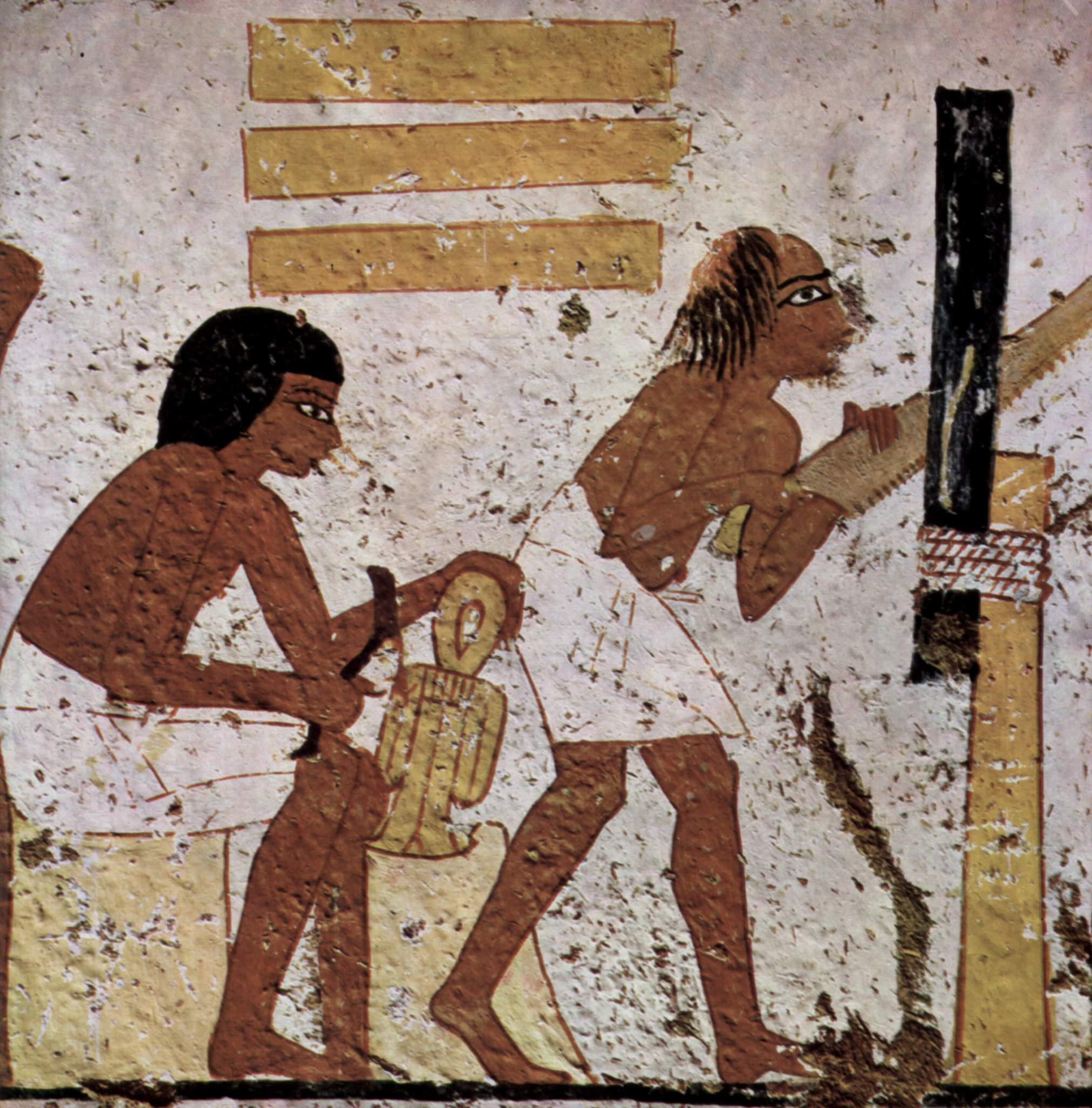
Artesans.

La gran majoria treballava pel faraó, pels temples i pels nobles, fabricant i decorant les cases, els mobles i les tombes.
Gairebé tot el que se'n coneix procedeix de l'estudi del poblat de Deir el-Medina, on els Escribes registraven qualsevol detall. Gràcies a ells se sap que els obrers cobraven regularment en gra, i els proveïen de sal, vestits i eines, però la resta d'estris com a mobles o oli havien de comprar-los. El salari era de 5'5 sacs (un sac equivalia a 65 kg) de gra al mes, més o menys 11 han de, i si un litre d'oli o un ganivet costaven un o dos han de, cadires o llits arribaven als 20, i un sarcòfag podia oscil·lar entre 25 i 200, per la qual cosa feien encàrrecs particulars anés d'hores.
Alguns practicaven diferents sistemes d'estalvi: ajornar el cobrament mensual tant com es pogués per cobrar d'una vegada, o bé comprar a crèdit, alguna cosa arriscat perquè d'incomplir el termini el morós era condemnat a pagar el doble. En general, els obrers treballaven en setmanes laborals de deu dies seguits d'un festiu, però hi ha manuscrits que relaten que durant molt llargs períodes els esclaus no tenien festius. Dividits en grups sota les ordres de capatassos, treballaven en jornades d'unes vuit hores, fins a l'arribada del menjar i beguda des del poble. En l'any 1170 aC, sota el regnat de Ramsès III, el retard en el pagament de salaris i la gana va portar als obrers de Deir el-Medina a la vaga, aconseguint els seus objectius.

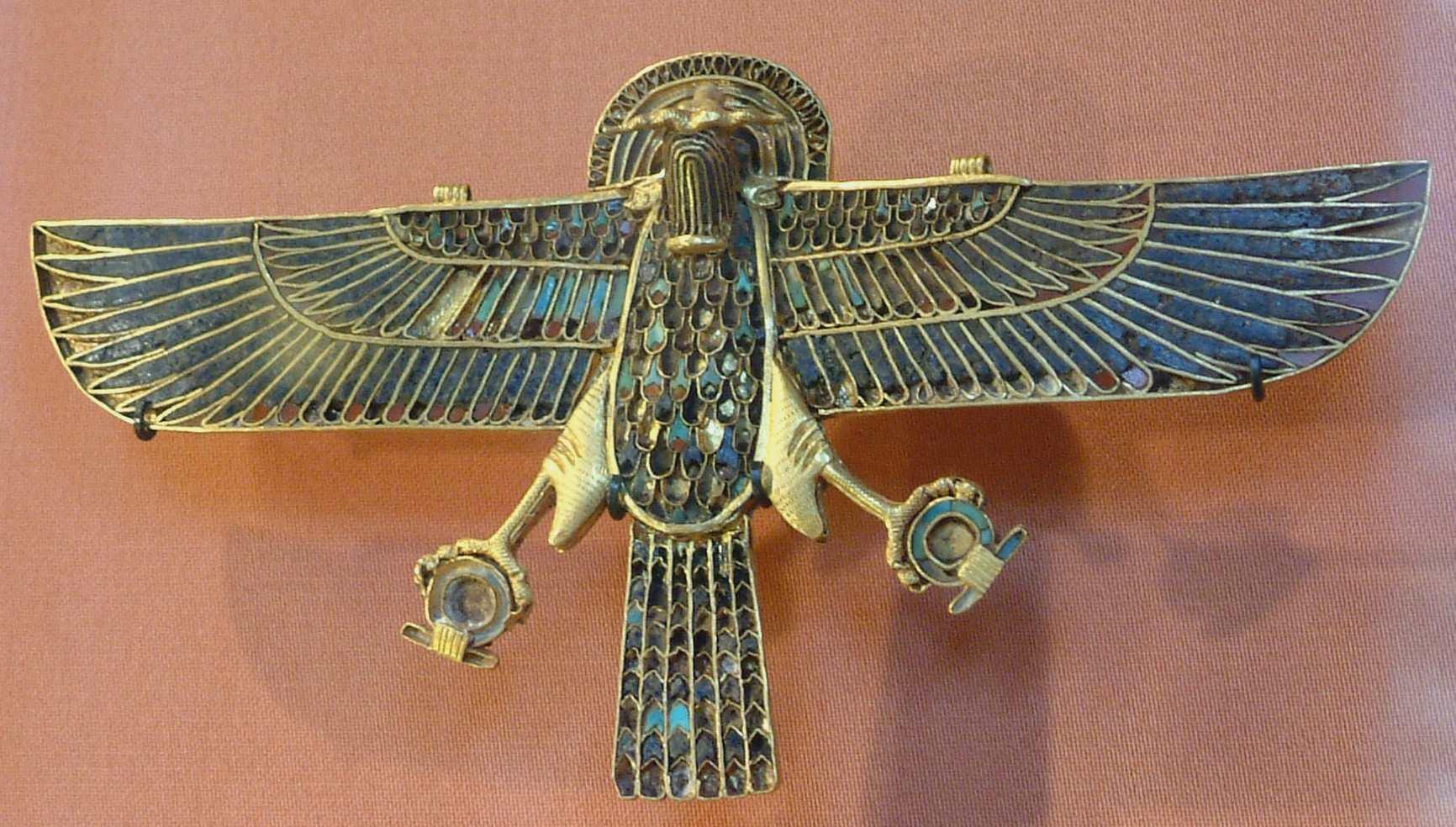
Falcó d'or i pedres precioses.

L'escultura, pintura i l'arquitectura estaven regulades al mil·límetre, amb unes normes i escales inalterables.
La joieria era delicada, feta amb materials com l'or, lapislàtzuli, turqueses. Aquests materials també s'usaven en l'ebenisteria.
La faiança (pisa egípcia) amb tons des del blau intens fins al verd, es coneix des de l'Egipte Predinàstic, així com el vidre que s'usava tant en recipients per a ungüents com en figures massisses.
També van construir instruments musicals, teixits de lli, papirs, etc.

### Picapedrers i miners

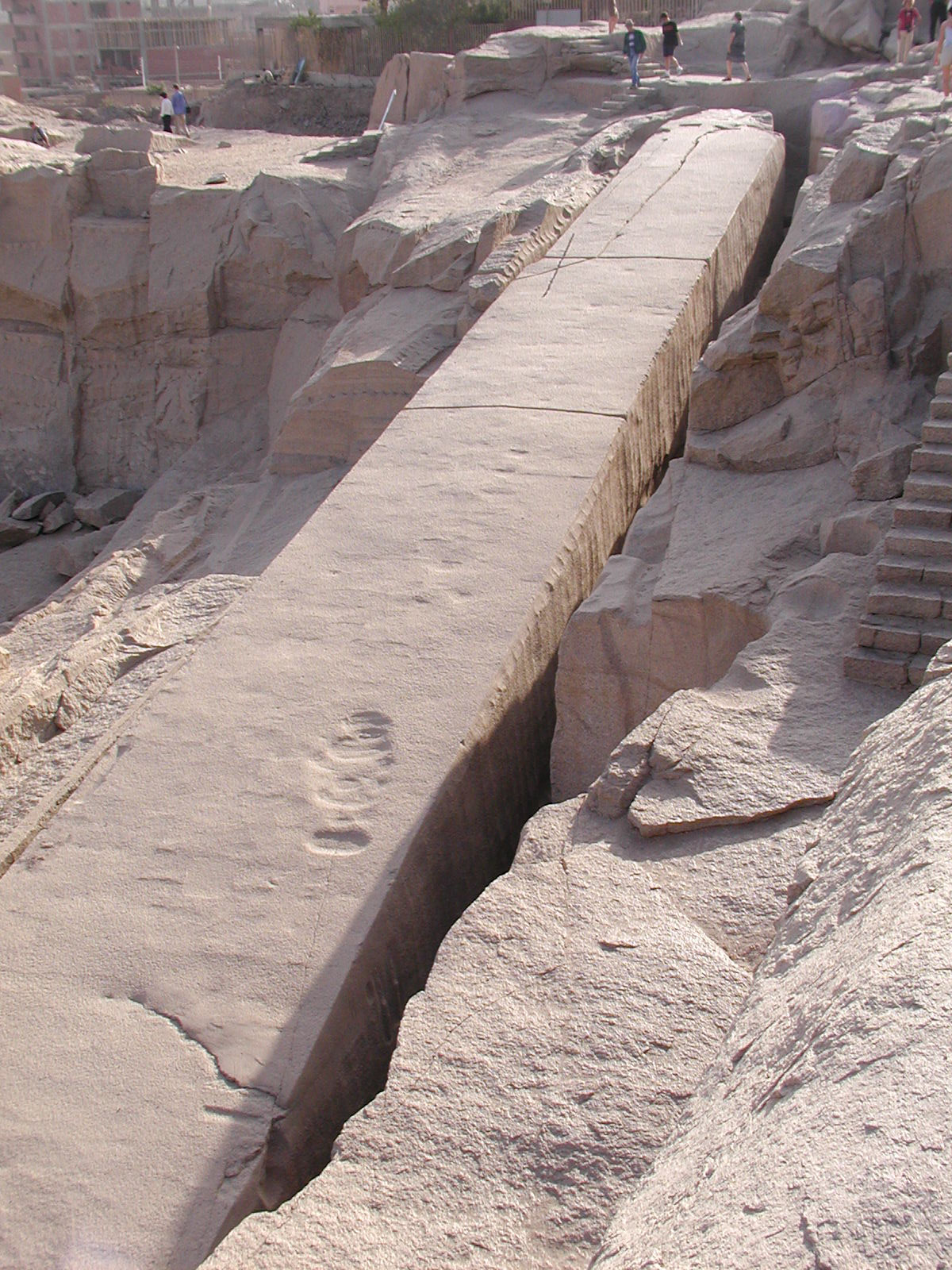
Obelisc inacabat. Pedrera d'Assuan

Les pedreres estaven en el desert, i no s'explotaven de forma regular, sinó quan convenia per les obres previstes. En principi, els picapedrers buscaven les roques soltes que s'ajustessin per grandària, encara que també s'excavaven galeries en cas necessari. Era un treball dur, en el qual extreure el bloc desitjat, transportar-ho, tallar un obelisc i col·locar-ho en el seu lloc, podia portar set o vuit mesos.
El mètode era simple: es triava un bloc de la grandària necessària (si ja estava després, millor), bloc que es llançava costa avall fins que a un capatàs, Mery, se li va ocórrer fer camins en pendent perquè es llisquessin en una espècie de trineus. En cas necessari, també perforaven la roca i practicaven galeries.
El treball era dur i poc considerat, estava en el més baix de l'escala artesanal, sent molts dels picapedrers presoners de guerra.
Els miners tenien un treball encara pitjor. Per extreure el mineral, escalfaven la roca i després la copejaven seguint el filó. Els fragments es treien de les galeries de la mina per rentar-los i transportar-los després a la seva destinació. Tenint en compte que les mines estaven en el desert i que gairebé tots els miners eren captius de guerra, el maltractament i l'escassetat d'aigua feien estralls entre ells.

### Soldats

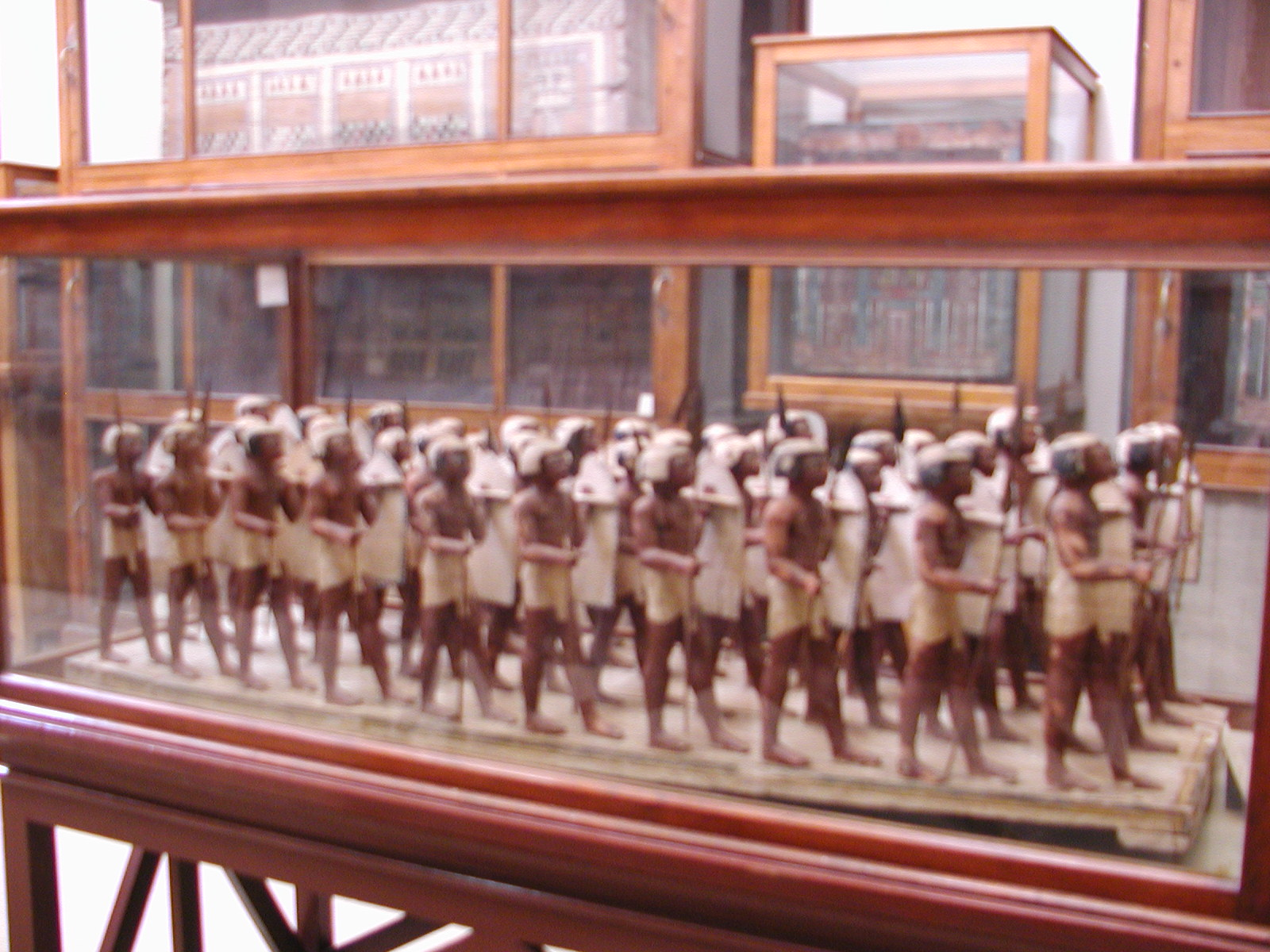
Infanteria egípcia.

Donat l'afable aïllament de la societat i el temperament de la població, modelat per l'aparell religiós i administratiu del Estat, els ciutadans estaven poc disposats a enrolar-se. Ingressar en la tropa era signe de baixa extracció social i només els més depauperats ho feien, per la qual cosa la majoria estava formada per estrangers. Poc se sap de la vida o de l'actuació de les tropes, ja que tots els relats se centren a exaltar la glòria del faraó, com el Poema de Pentaur, que narra la batalla de Kadesh en 1284 a. C. durant el regnat de Ramsés II.

### Metges
Els cridaven sun-nu, home dels quals sofreixen, i aplicaven barrejats els remeis amb fórmules màgiques per demanar als déus que fessin efecte. Ens han arribat multitud de receptes en diferents papirs (d'Ebers, de Chester Beatry, d'Hearst...) i en les tombes d'alguns metges. Altres procediments eren la cirurgia o en internar al malalt greu en uns establiments adjacents als temples, perquè els déus li tinguessin a prop. Com el cos era necessari en l'altra vida, van arribar a posar pròtesi en el cadàver d'aquells als qui els faltava algun membre. L'afany regulador de l'administració va intervenir també en el cos mèdic, convertint-los en funcionaris, la qual cosa els garantia uns ingressos mínims fixos a part dels quals aconseguissin pel seu compte, i un escalafó que culminava amb títol de "Cap dels Metges de l'Alt i Baix Egipte", el màxim de la professió.

### Escribes

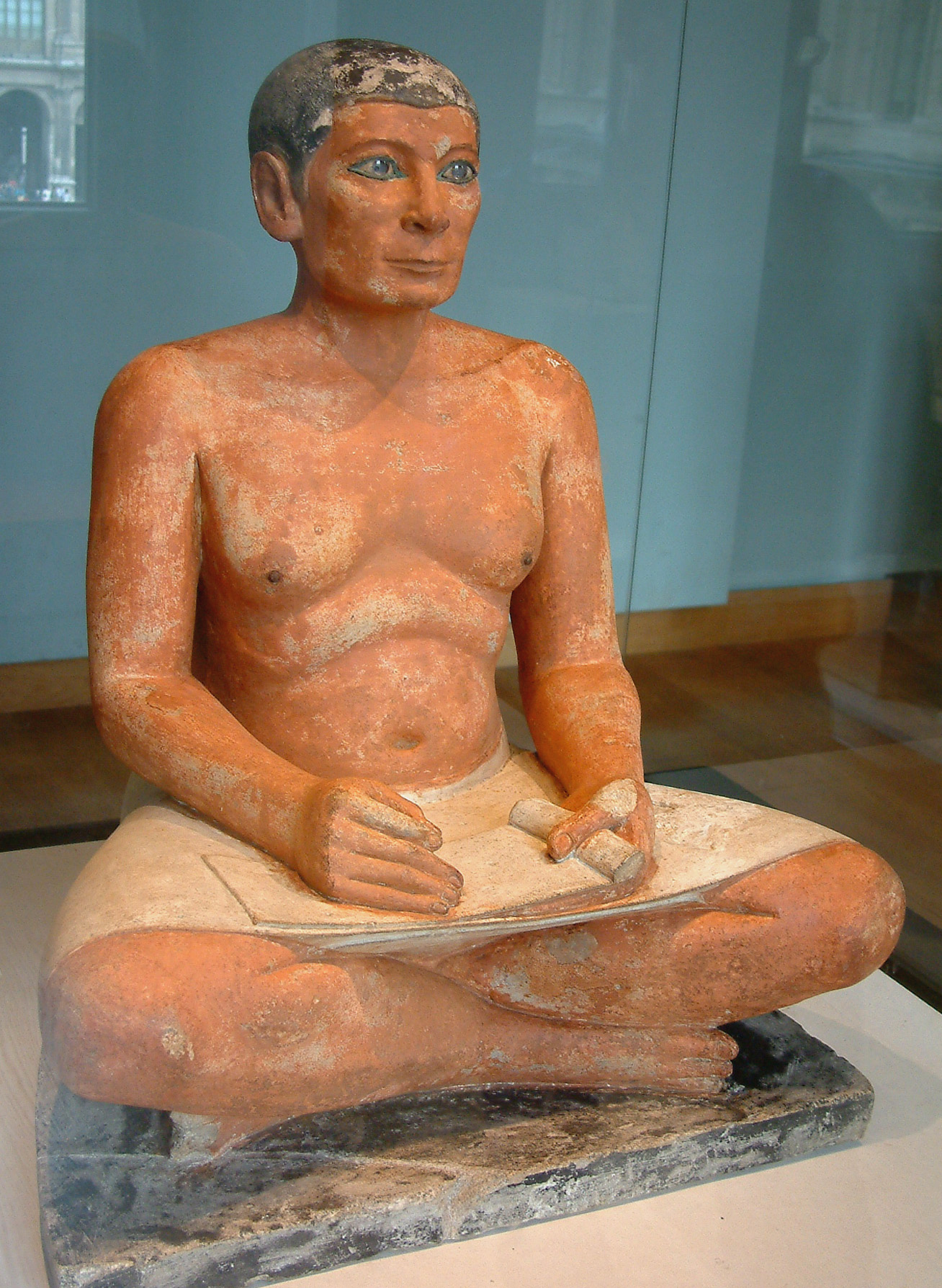
Escriba

Els sacerdots administraven la vida religiosa, tan important o més que els assumptes terrenals, dels quals s'ocupaven els escribes. Entre ambdós formaven l'elit dirigent.
En la "Sàtira dels oficis" (un escrit de la dinastia XII també anomenat "Ensenyaments de Jeti" perquè s'usava com a material de treball a les escoles), es desvetllen dues característiques del treball de l'Escriba: la seva comoditat i la seva condició de funcionari de l'Estat. Respectat i adulat per tots, podia ascendir fàcilment per l'escala social des que acabava els seus estudis en la "casa de la vida".
El més important era el fet que constituïa la base del funcionariat, sense el concurs del qual s'hauria paralitzat l'administració. Les seves múltiples funcions abastaven aixecar actes de judicis, anotar les entrades i sortides dels magatzems, vigilar el cobrament dels impostos, redactar cartes i contractes als particulars, escriure les lleis dictades pel faraó. Representaven l'ànima de l'Antic Egipte: podem imaginar-ho sense soldats, però no sense piràmides, sense temples o sense jeroglífics. Formaven, juntament amb l'aristocràcia i els sacerdots, la classe social més alta, i aconseguien riquesa i poder fàcilment.

### Sacerdots
Quant als sacerdots, eren delegats del faraó, veritable déu vivent, que havia de realitzar totes les ofrenes, processons i cerimònies necessàries per mantenir l'ordre universal, perquè només les seves oracions i ofrenes eren eficaces. És per això pel que en els temples se li representava realitzant les diferents cerimònies, rituals que renovaven els sacerdots triats per ell i en el seu nom. Igual que l'aparell de l'estat requeria innombrables funcionaris, així els temples acollien una ingent multitud de servidors: a més dels molts sacerdots, hi havia Escribes, metges, artesans, camperols de la terra sagrada, auxiliars, ballarines i músics.
Entre els sacerdots, hi havia lectors, purs, profetes, culminant en la figura de Summe Sacerdot d'Amó, escollit personalment pel rei entre els seus lleials encara que no pertanyés a la jerarquia sacerdotal. Ostentava títols com Cap dels secrets del cel o Cap dels sacerdots de tots els déus i el seu poder polític era gran.
Els sacerdots podien casar-se i portar la vida de qualsevol ciutadà ric, amb l'excepció de vestir només de blanc i depilar-se cada dos dies, incloent celles i pestanyes, i abstenir-se de relacions sexuals durant els períodes de culte: un mes de cada quatre. Havien de sotmetre's a una escrupolosa neteja abans de començar qualsevol ritual.

### Faraó

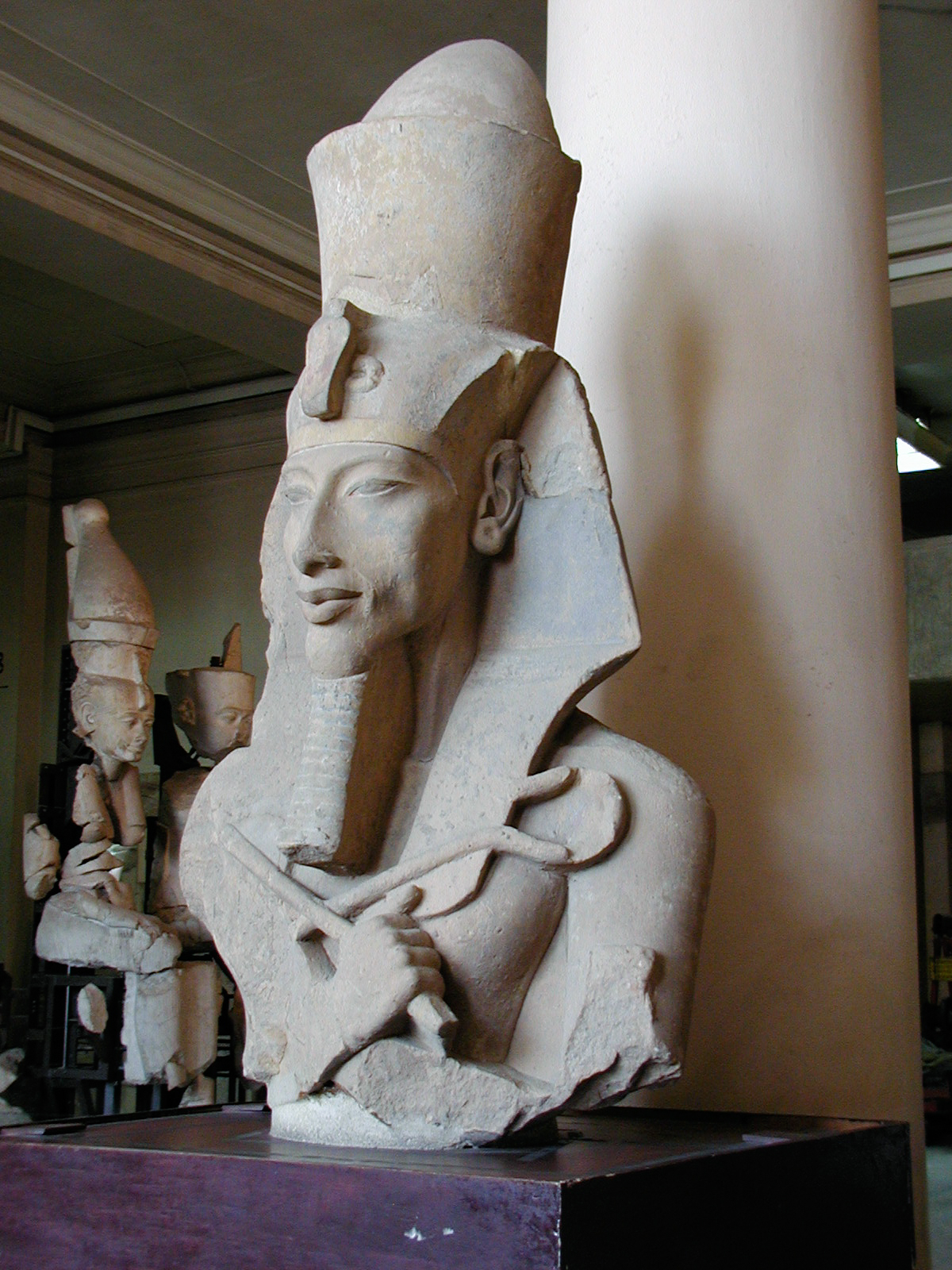
Akhenaton amb la corona doble, el fuet i el bastó

Era la figura clau al voltant de la qual girava la societat. La institució, creada directament pels déus, es va mantenir inalterada durant els tres mil·lennis que va durar la civilització egípcia. Amo d'un poder absolut, Horus vivent, sostenia la maat, l'ordre còsmic.
No es pot afirmar que existís un dret dinàstic, encara que se suposava que la divinitat es transmetia per les dones de la casa real: per això els reis es casaven amb les seves germanes i fins i tot amb les seves filles, transmissores del dret, i asseguraven a l'hereu nomenant-li corregidor. Quan es nomenava hereu a un fill de les esposes secundàries o s'usurpava la corona, sempre era voluntat divina. El fet de ser les dones transmissores de la divinitat, va fer que, si bé el faraó rebia princeses d'altres regnes en virtut d'algun tractat, aquestes no eren més que esposes secundàries i no es lliurava a una altra de la casa real en correspondència.
La cerimònia de la coronació es realitzava en Memfis, primera capital del regne unit, i començava ascendint a l'hereu al rang de déu, lliurant-li les insígnies del caiat i el fuet, atributs del poder. Després, tocat primer amb la corona blanca de l'Alt Egipte, després amb la vermella del Baix Egipte, i finalment amb una combinació d'ambdues, s'asseia en el tron fet amb papirs (símbol del nord) i lots (símbol del sud).
En la seva vida oficial, déu i fill de déus, havia d'exercir el culte i controlar tots els detalls del govern, nomenant personalment sacerdots i alts funcionaris, i vivint enmig d'una rígida etiqueta i amb unes obligacions asfixiants.
En un pla més íntim, tenia moments d'oci, com es representa en nombroses pintures: caçant, pescant o passejant pels jardins del palau. Per descomptat, també tenia bufons, amics, músics i ballarines a la seva disposició. El faraó mantenia diverses esposes, entre les quals hi havia l'oficial, que adquiria el rang de reina. Tant ella com la seva mare posseïen un alt rang, i fins i tot podien ser regents.
L'harem reial era anomenat Casa Jeneret, tenia la seva pròpia administració, sota les ordres de la reina, i constituïa una zona independent del palau. Hi vivien les esposes i concubines, els seus fills, familiars i també fills d'alts funcionaris. No era un lloc tancat i prohibit, i en algunes èpoques es va convertir en un niu d'intrigues.